# Толконюк, Илларион Авксентьевич
Илларион Авксентьевич Толконюк (5 декабря 1913 — 20 декабря 1995) — советский военачальник, генерал-лейтенант. Начальник штаба СевВО (1957—1960) и ЮГВ (1960—1964). Первый заместитель командующего войсками СибВО (1964—1969).

## Биография
Родился 5 декабря 1913 года в селе Ярославское Есильского района Северо-Казахстанской области. Получил среднее и средне-специальное образование, окончил педагогический техникум. Первая трудовая специальность — сельский учитель.
В 1933 году по массовому призыву в состав Красной армии стал курсантом Киевского артиллерийского училища, которое окончил в 1936 году. До 1941 года служил в различных подразделениях Северо-Кавказского военного округа.
В 1938 — 1941 годы — учеба на заочном факультете Военной академии им. Фрунзе. Участие в военных действиях в Великой Отечественной войне началось с июля 1941 года в составе 19-й армии, которая участвовала в боях под Москвой. Выходил из окружения, был ранен. После лечения в госпитале был назначен начальником штаба 120-й бригады, которая в мае 1942 года прибыла на фронт в состав 33-й армии — армии московского народного ополчения. С июня 1942 года — заместитель начальника оперативного отдела штаба 33-й армии.
22 февраля 1943 года присвоено звание полковник.
8 мая 1944 года во время инспектирования частей 33-й армии конь Толоконюка наступил на противотанковую мину, в результате Илларион Авксентьевич был вторично тяжело ранен. До августа 1944 года — лечение в госпитале.
В сентябре 1944 года назначен начальником оперативного отдела 8-й гвардейской армии (знаменитая 62-я Сталинградская армия).
1947 - 1949 годы — учеба в Высшей академии Генерального штаба, которую окончил с отличием и золотой медалью. После завершения обучения в Академии был назначен начальником штаба корпуса Прикарпатского военного округа. В сентябре 1952 года назначен начальником оперативного отдела штаба 38-й армии Прикарпатского военного округа, затем — начальником штаба этой армии.
В 1953 году присвоено звание генерал-майор.
В январе 1957 года назначен начальником штаба Северного военного округа, где прослужил до мая 1960 года, избирался депутатом Верховного Совета Карельской АССР.
Генерал-лейтенант. В мае 1960 года назначен начальником штаба Южной группы войск (Венгрия). В январе 1962 года назначен на должность первого заместителя командующего Сибирским военным округом.
В 1970-м году назначен заместителем начальника штаба Гражданской обороны СССР — начальником штаба Гражданской обороны Московской зоны.
С сентября 1971 года в отставке.
В последующие годы активно занимался общественной работой и литературным творчеством.
Умер в 1995 году.